# Canned Heat
«Canned Heat» es el segundo sencillo del cuarto álbum de estudio de la banda funk británico Jamiroquai, Synkronized, lanzado en 1999. La canción fue su segundo #1 en U.S. Dance Chart y alcanzó el puesto #4 en la lista UK Singles Chart. El video musical fue dirigido por Jonas Åkerlund. La canción se utilizó en la película Napoleon Dynamite, como música de fondo durante espectáculo de danza que realiza el protagonista en la asamblea de su escuela.

## Lista de canciones
UK CD1 (667302 2)
1. «Canned Heat» (7" Edit) – 3:46
2. «Canned Heat» (Radio Edit) – 3:19
3. «Wolf In Sheep's Clothing» – 4:00

UK CD2 (667302 5)
1. «Canned Heat» (7" Edit) – 3:46
2. «Canned Heat» (Álbum Versión) – 5:30
3. «Deeper Underground» (Chillington Mix) – 6:56

Casete (667302 4)
1. «Canned Heat» (7" Edit) – 3:46
2. «Wolf In Sheep's Clothing» – 4:00

## Cultura popular
«Canned Heat» se ha utilizado en la película Napoleon Dynamite, durante el funcionamiento de la danza del carácter del título al final de una asamblea preparatoria. La canción también aparece en la película Center Stage, lanzado en el año 2000, en la que los bailarines interpretan una pieza de esta canción al final de la película. Además, la canción fue utilizada en el ritmo base Xbox 360 del juego Dance Dance Revolution Universe 3. El video musical se escuchó en el fondo mientras se reproduce la canción. Una versión de la canción fue ofrecida en un nivel del juego Elite Beat Agents. Otra versión de la canción fue incluida en la versión europea de Donkey Konga. La canción también apareció en la PlayStation 3 y Xbox 360 del juego de tenis, Top Spin 3. Una versión más nueva de la canción, titulada «Kashyyyk», apareció en el juego Kinect Star Wars.

## Posicionamiento en listas
| Listas (1999)                            | Mejor posición |
| ---------------------------------------- | -------------- |
| Australian Singles Chart                 | 20             |
| Belgian Singles Chart (Flandres)         | 43             |
| Belgian Singles Chart (Wallonia)         | 39             |
| Canadian Singles Chart                   | 7              |
| Canadian RPM Dance/Urban Chart           | 7              |
| Dutch Singles Chart                      | 31             |
| Finnish Singles Chart                    | 3              |
| French Singles Chart                     | 30             |
| German Singles Chart                     | 28             |
| Irish Singles Chart                      | 14             |
| Italian Singles Chart                    | 5              |
| Norwegian Singles Chart                  | 15             |
| New Zealand Singles Chart                | 26             |
| Swedish Singles Chart                    | 35             |
| Swiss Singles Chart                      | 9              |
| UK Singles Chart                         | 4              |
| U.S. Billboard Hot Dance Music/Club Play | 1              |